# Coupe d'Angleterre amateur de football
Ne doit pas être confondu avec Coupe d'Angleterre de football.
La Coupe d'Angleterre amateur de football (en anglais: FA Amateur Cup) est une compétition de football anglaise réservée aux clubs amateurs, qui s'est tenu annuellement de 1893 à 1974, lorsque la Football Association abolit le statut officiel d'amateur.

## Histoire

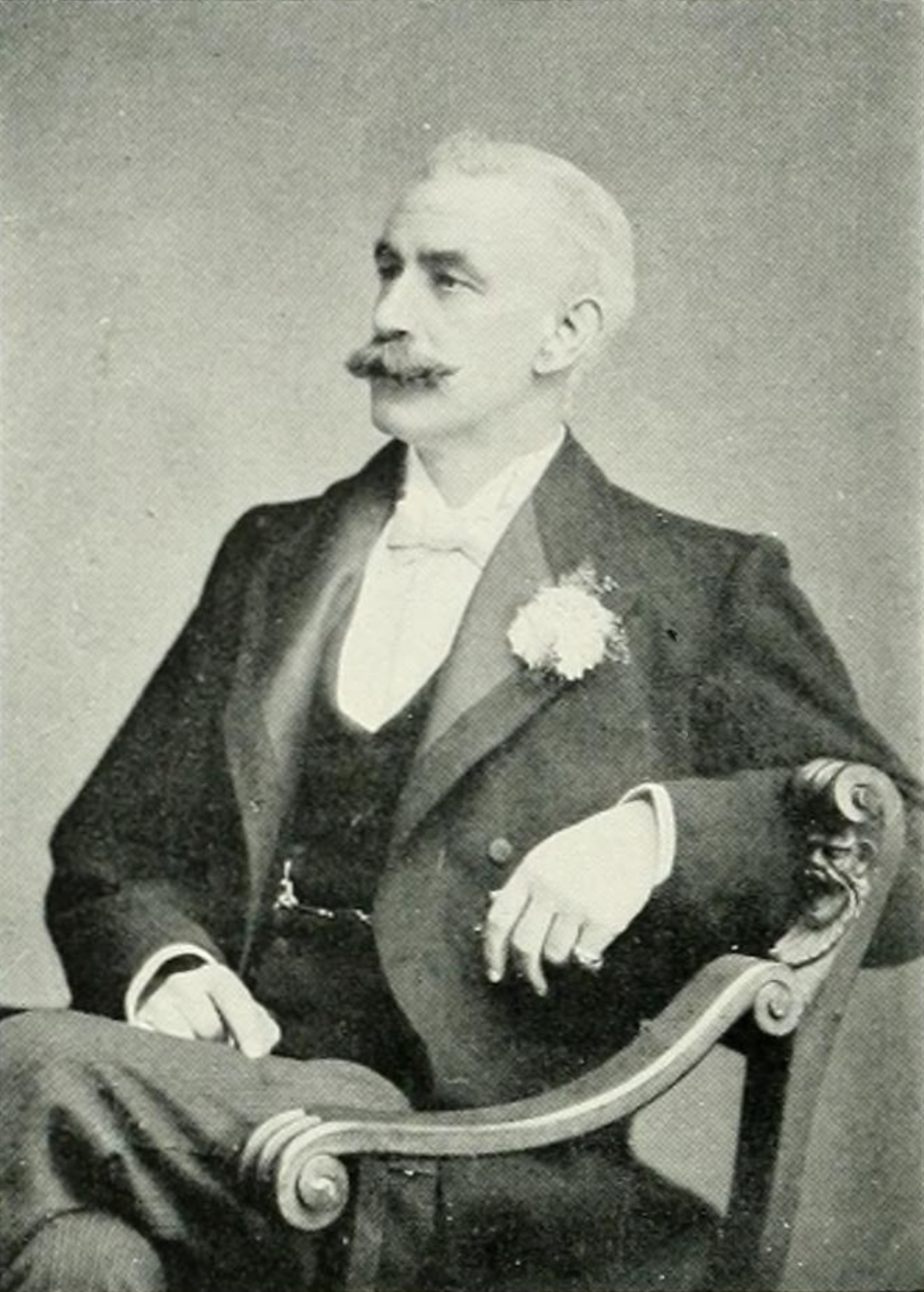
N.L. Jackson, dirigeant du Corinthian, a joué un rôle moteur dans la création de la Coupe amateur.

Dès l’avènement du professionnalisme dans le football anglais, les équipes professionnelles dominent le principal tournoi national de l'époque, la Coupe d'Angleterre (FA Cup). En réponse, les dirigeants du plus ancien club du pays, le Sheffield, suggèrent en 1892 l'organisation d'une coupe nationale distincte réservée aux équipes amateurs et proposent même d'offrir le trophée de la compétition. La Fédération anglaise (FA) rejette d'abord l’idée avant de se raviser. N.L. Jackson, du Corinthian FC, est nommé président du comité chargé de son organisation. Un trophée d'une valeur de 30 £ est acquis et une première édition est organisée dès 1893. 
Parmi les participants à la première édition, douze équipes sont formées par d'anciens élèves des principales écoles publiques du pays. Old Charthusians, de la Charterhouse School, remporte la première finale face au Casuals. Les équipes d'anciens élèves continuent ainsi de participer à la Coupe amateur jusqu'en 1902, lorsque des différends avec la FA conduisent à la création d'une nouvelle compétition qui leur est réservée, la Coupe Arthur Dunn.
La dernière édition se joue en 1973-1974, quand la FA abolit officiellement la distinction entre clubs professionnels et amateurs. Deux compétitions à élimination directe, avec pour le critère d’éligibilité est le niveau en championnat, prennent la suite : le FA Trophy, créé cinq ans plus tôt pour les équipes semi-professionnelles et le FA Vase, pour les clubs d'un niveau plus modeste.

## Structure
Le premier tournoi réunit 81 participants. Trois tours préliminaires de qualification sont organisés pour réduire leur nombre à 32 pour le premier tour proprement dit. La saison suivante, les demi-finalistes de la saison précédente, ainsi que d'autres clubs renommés, sont directement qualifiés pour le premier tour. En 1907, le nombre de participants au premier tour est doublé (à 64), le nombre de tours pour atteindre les demi-finales passant à quatre. Le tournoi conserve ce format jusqu’à sa dernière édition en 1974.

## Stades

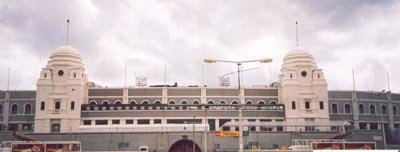
Le stade de Wembley a accueilli la finale entre 1949 et 1974.

Les matchs se jouent généralement sur le terrain de l'une des deux équipes, selon l'ordre du tirage au sort. En cas d'égalité, le match d'appui est organisé sur le terrain de l'autre équipe. En cas de nouvelle égalité, les rencontres suivantes se jouent sur terrain neutre.
La finale change de ville hôte aux débuts de la compétition. La ville est alors généralement choisie en fonction des deux clubs finalistes. À partir de 1949, la finale est organisée au stade de Wembley. Dans les années 1950, le nombre de spectateurs pour la finale atteint 100 000, un chiffre comparable à la finale de la Coupe d'Angleterre professionnelle,.

## Vainqueurs et finalistes
La majorité des vainqueurs provenaient soit de la ''Isthmian League'', basée à Londres et des Home Counties (les comtés autour de Londres), soit de la Northern League, basée dans le nord-est de l'Angleterre. 
Bishop Auckland FC est le club le plus titré avec dix victoires. Parmi les vainqueurs de la Coupe amateur qui sont ensuite devenus professionnels et ont été admis dans la Ligue anglaise: Middlesbrough, West Hartlepool (qui deviendra Hartlepool United après fusion), Wimbledon, Wycombe Wanderers et Barnet. Les clubs d'Ilford, Leytonstone et Walthamstow Avenue fusionneront également pour devenir le club professionnel de Dagenham & Redbridge.
Trente-six clubs différents ont remporté la coupe. Les clubs suivants ont remporté le tournoi plus d'une fois :
| Club               | Ligue                           | Nombre de victoires |
| ------------------ | ------------------------------- | ------------------- |
| Bishop Auckland    | Northern League                 | 10                  |
| Clapton            | Isthmian League                 | 5                   |
| Crook Town         | Northern League                 | 5                   |
| Dulwich Hamlet     | Isthmian League                 | 4                   |
| Bromley            | Isthmian League/Athenian League | 3                   |
| Hendon             | Isthmian League/Athenian League | 3                   |
| Leytonstone        | Isthmian League                 | 3                   |
| Stockton           | Northern League                 | 3                   |
| Enfield            | Isthmian League                 | 2                   |
| Ilford             | Isthmian League                 | 2                   |
| Leyton             | Athenian League                 | 2                   |
| Middlesbrough      | Northern League                 | 2                   |
| Old Carthusians    |                                 | 2                   |
| Pegasus            |                                 | 2                   |
| Walthamstow Avenue | Isthmian League                 |                     |